# Five Forks
Five Forks é uma Região censo-designada localizada no estado norte-americano da Carolina do Sul, no Condado de Greenville.

## Demografia
Segundo o censo norte-americano de 2000, a sua população era de 8064 habitantes.

## Geografia
De acordo com o United States Census Bureau tem uma área de 20,0 km², dos quais 20,0 km² cobertos por terra e 0,0 km² cobertos por água.

## Localidades na vizinhança
O diagrama seguinte representa as localidades num raio de 16 km ao redor de Five Forks.